# ガーナの地方行政区画
ガーナの地方行政区画は、2018年以降16の州（英語: Region）から構成される。各州はさらに郡に分けられる。

## 現行の州

ガーナの州

2018年12月27日に新州創設を問う国民投票が実施され、賛成多数で承認された。
これにより、ブロング＝アハフォ州、ノーザン州、ウェスタン州、ヴォルタ州は分割され、新たに6州が設置された。
- 旧ブロング＝アハフォ州
  - (新)ブロング＝アハフォ州（2019年2月13日にボノ州に改称[4]）
  - アハフォ州
  - ボノ・イースト州

- 旧ノーザン州
  - (新)ノーザン州
  - ノース・イースト州
  - サバンナ州

- 旧ウェスタン州
  - (新)ウェスタン州
  - ウェスタン・ノース州

- 旧ヴォルタ州
  - (新)ヴォルタ州
  - オティ州

| No | 州                   | 英語州名      | 州都                   | 面積 (km2) | 人口 (2021年国勢調査) | 州名の意訳例 |
| -- | -------------------- | ------------- | ---------------------- | ---------- | --------------------- | ------------ |
| 1  | アハフォ州           | Ahafo         | ゴアソ                 | 5,196      | 564,668               |              |
| 2  | アシャンティ州       | Ashanti       | クマシ                 | 24,389     | 5,440,463             |              |
| 3  | ボノ州               | Bono          | スンヤニ               | 11,113     | 1,208,649             |              |
| 4  | ボノ・イースト州     | Bono East     | テチマン               | 23,248     | 1,203,400             | 東ボノ州     |
| 5  | セントラル州         | Central       | ケープ・コースト       | 9,826      | 2,859,821             | 中央州       |
| 6  | イースタン州         | Eastern       | コフォリドゥア         | 19,323     | 2,925,653             | 東部州       |
| 7  | グレーター・アクラ州 | Greater Accra | アクラ                 | 3,245      | 5,455,692             | 大アクラ州   |
| 8  | ノース・イースト州   | North East    | ナレリグ               | 9,070      | 658,946               | 北東州       |
| 9  | ノーザン州           | Northern      | タマレ                 | 26,524     | 2,310,939             | 北部州       |
| 10 | オティ州             | Oti           | ダンバイ               | 11,066     | 747,248               |              |
| 11 | サバンナ州           | Savannah      | ダモンゴ               | 34,790     | 653,266               |              |
| 12 | アッパー・イースト州 | Upper East    | ボルガタンガ           | 8,842      | 1,301,226             | 上東州       |
| 13 | アッパー・ウエスト州 | Upper West    | ワ                     | 18,476     | 901,502               | 上西州       |
| 14 | ヴォルタ州           | Volta         | ホ                     | 9,504      | 1,659,040             |              |
| 15 | ウェスタン州         | Western       | セコンディ・タコラディ | 13,842     | 2,060,585             | 西部州       |
| 16 | ウェスタン・ノース州 | Western North | ウィアソー             | 10,079     | 880,921               | 北西部州     |

## 過去の行政区画

独立以前の行政区画

英領ゴールド・コーストは4つの行政区分に分けられていた。アシャンティ王国をはじめとする諸国家は1902年までに保護国となり、植民地に組み込まれた。トーゴランドはゴールド・コースト植民地の一部として統治されていたが、1956年に正式にゴールド・コースト植民地に併合された。
- ノーザン・テリトリー（Northern Territories）
- アシャンティ王室植民地（Ashanti）
- ゴールド・コースト植民地（Colony of the Gold Coast）
- イギリス領トーゴランド（1922年に委任統治領として成立、1946年以降は信託統治領）

### 1957年 - 1983年
1957年、ゴールド・コースト植民地はガーナとして独立した。独立に伴い、4つの行政区分は5州に再編された。
- ノーザン州（ノーザン・テリトリーとトーゴランド北部が合併）
- アシャンティ州（アシャンティ王室植民地）
- ウェスタン州（ゴールド・コースト植民地西部）
- イースタン州（ゴールド・コースト植民地東部）
- ヴォルタ州（ゴールド・コースト植民地のアンロ地区およびトング地区とトーゴランド南部が合併）

1959年4月4日、アシャンティ州北部がブロング＝アハフォ州として分立。1960年7月1日、ノーザン州北部がアッパー州として分立。1970年7月、ウェスタン州東部がセントラル州として分立。1982年7月23日、イースタン州のアクラおよび近隣地域がグレーター・アクラ州として分立。1983年、アッパー州がアッパー・イースト州とアッパー・ウェスト州に分割された。

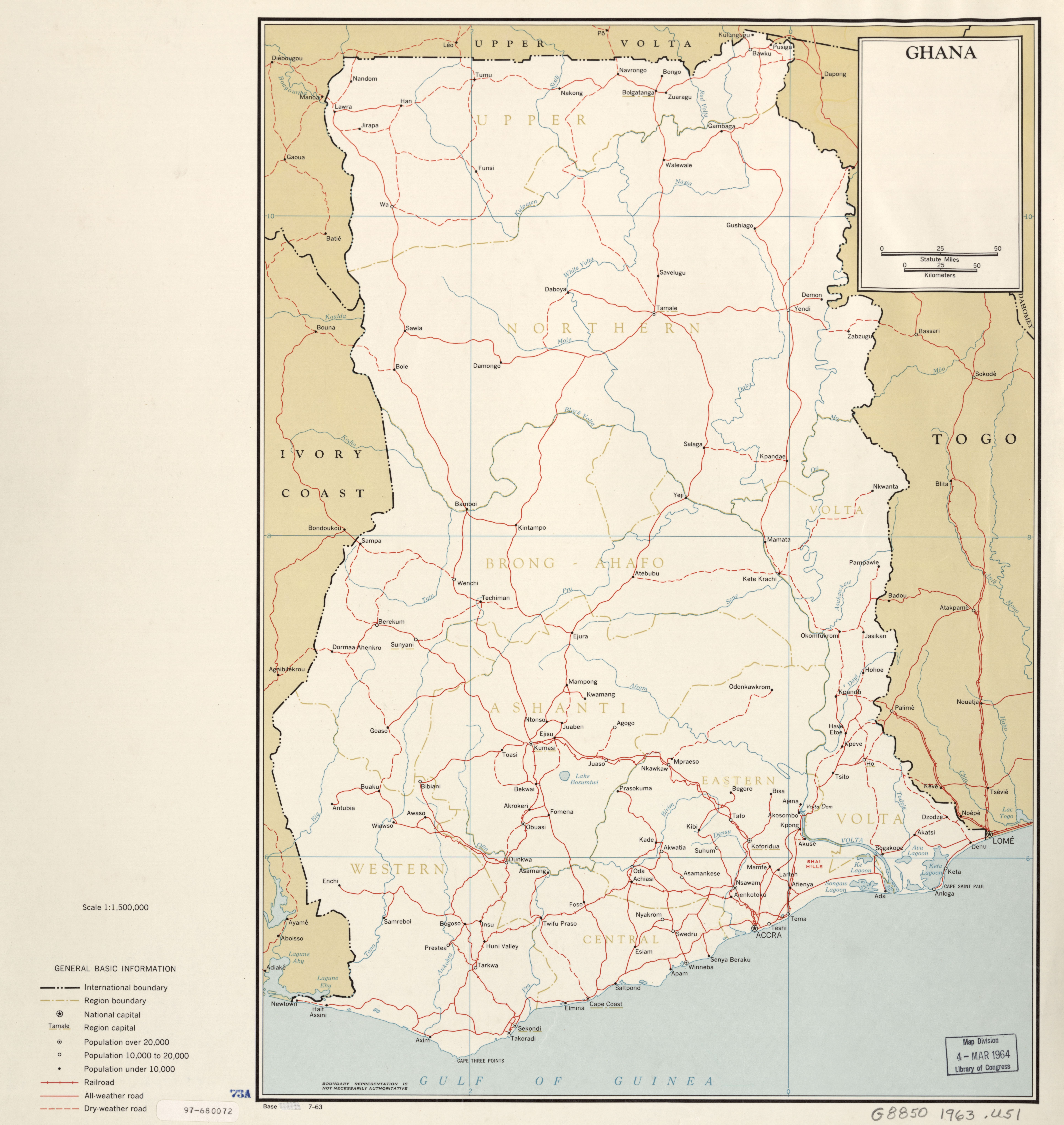
1963年時点の行政区画
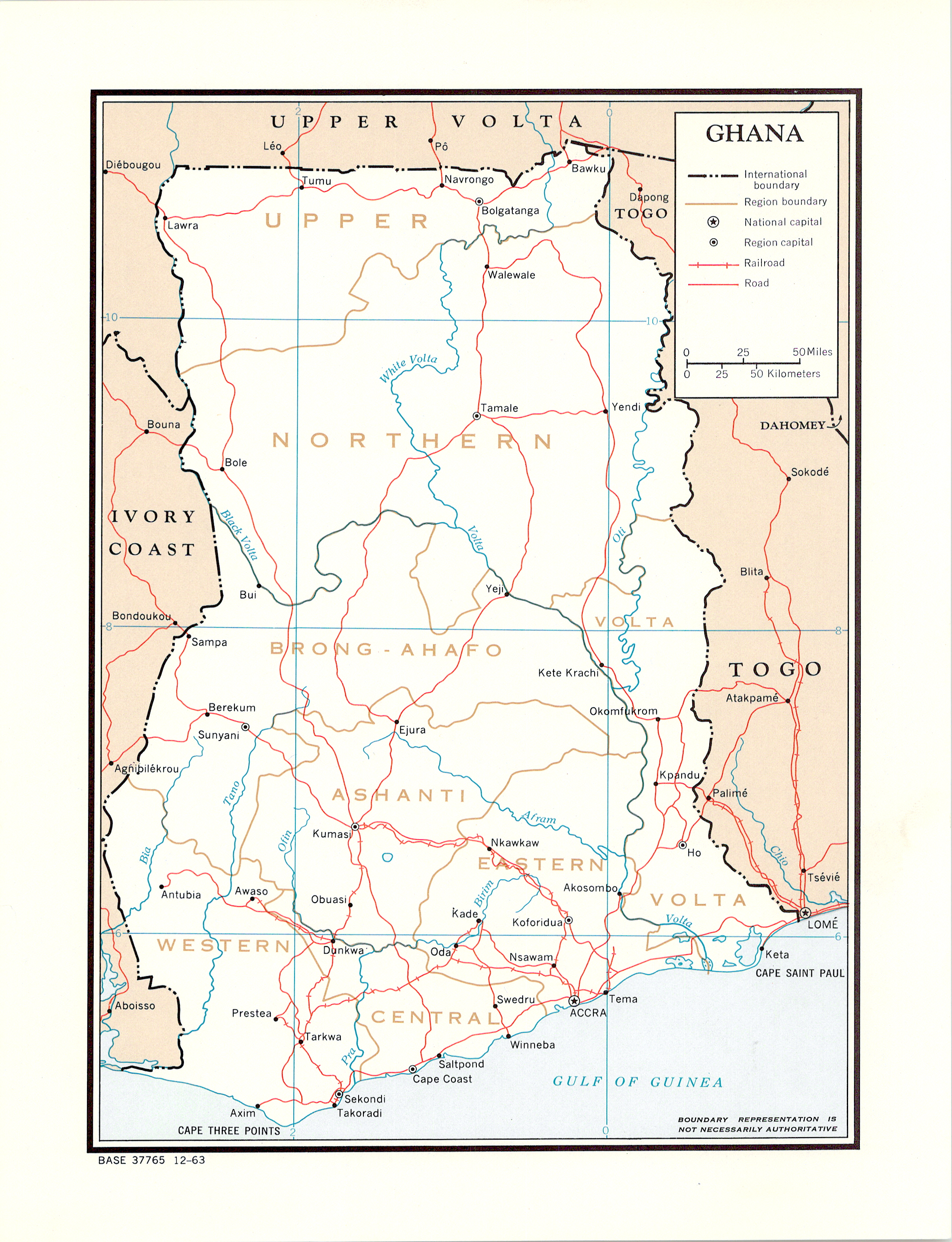
1981年時点の行政区画

### 1983年-2018年

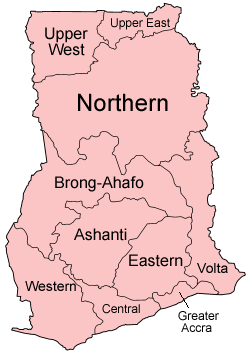
ガーナの州（1982年から2018年まで）

アッパー州分割後の1983年から2018年までは、ガーナは10州に区分されていた。
| 州                                     | 州都                                        | 面積 (km2) | 人口 (2010年国勢調査) |
| -------------------------------------- | ------------------------------------------- | ---------- | --------------------- |
| アッパー・ウエスト州 （Upper West）    | ワ （Wa）                                   | 18,477     | 702,110               |
| アッパー・イースト州 （Upper East）    | ボルガタンガ （Bolgatanga）                 | 8,842      | 1,046,545             |
| ノーザン州 （Northern）                | タマレ （Tamale）                           | 70,383     | 2,479,461             |
| ブロング＝アハフォ州 （Brong-Ahafo）   | スンヤニ （Sunyani）                        | 39,557     | 2,310,983             |
| アシャンティ州 （Ashanti）             | クマシ （Kumasi）                           | 24,390     | 4,780,380             |
| ウェスタン州 （Western）               | セコンディ・タコラディ （Sekondi-Takoradi） | 23,921     | 2,376,021             |
| セントラル州 （Central）               | ケープ・コースト （Cape Coast）             | 9,826      | 2,201,863             |
| イースタン州 （Eastern）               | コフォリドゥア （Koforidua）                | 19,977     | 2,633,154             |
| グレーター・アクラ州 （Greater Accra） | アクラ （Accra）                            | 2,593      | 4,010,054             |
| ヴォルタ州 （Volta）                   | ホ （ho）                                   | 20,572     | 2,118,252             |

## 下位区分
州の下位区分として郡（District）が設置されている。

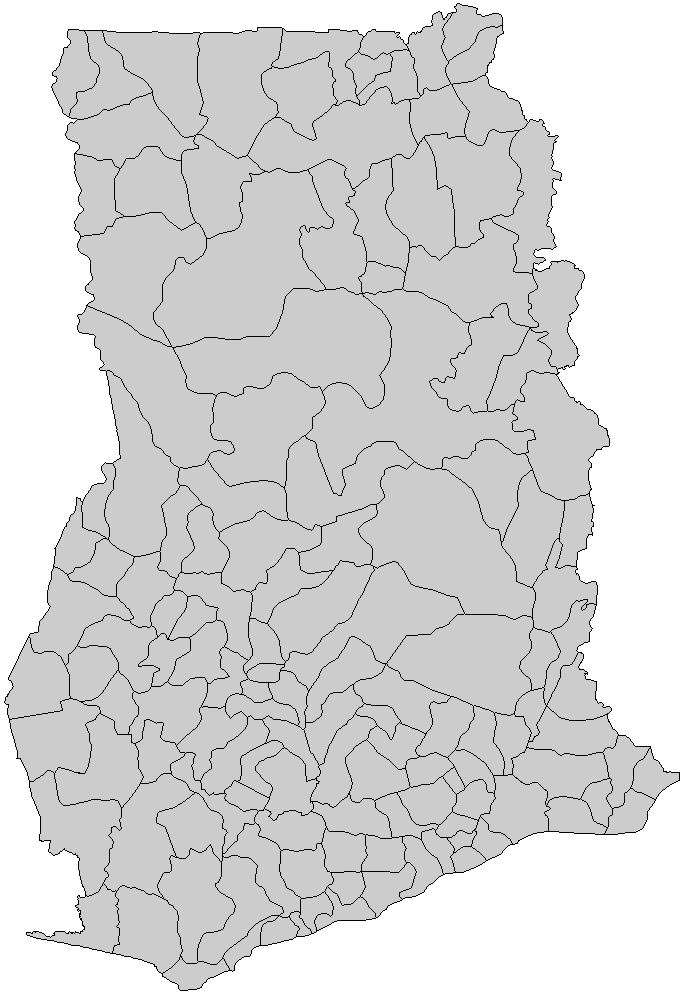
ガーナの郡

郡は人口規模に応じて基礎自治体または都市郡（Municipality / Municipal District）、大都市圏または大都市郡（Metropolis / Metropolitan District）となることができる。